# Albert Costa (Tennisspieler)
Albert Costa i Casals (manchmal falsch Alberto Costa; * 25. Juni 1975 in Lleida) ist ein ehemaliger spanischer Tennisspieler. In seiner Karriere gewann er zwölf Turniere im Einzel, alle auf Sand. Sein größter Erfolg war der Gewinn der French Open im Jahr 2002. In der Weltrangliste erreichte er kurz darauf Platz 6.

## Karriere
Albert Costa begann im Alter von fünf Jahren Tennis zu spielen und gehörte schon 1993 in seiner letzten Saison auf der Juniorentour zu den besten Spielern. Er erreichte in diesem Jahr das Juniorenfinale der French Open und gewann den Orange Bowl. 1994 spielte er seine erste komplette Profisaison und konnte gleich zu Beginn des Jahres ein Challenger-Turnier gewinnen. Im Laufe der Saison gewann Costa ein weiteres Turnier dieser Kategorie und erreichte bei drei Events auf der ATP Tour das Halbfinale. Diese Saison, in der er nur bei zwei Turnieren antrat, die nicht auf Sand gespielt wurden, beendete Costa auf Platz 52 der Weltrangliste. 1995 erreichte er in den ersten Monaten zwei Endspiele, ging aber sowohl in Casablanca, als auch in Estoril als Verlierer vom Platz. Im Viertelfinale der French Open musste sich Costa erst im fünften Satz dem späteren Turniersieger Thomas Muster aus Österreich geschlagen geben; er unterstrich damit seine Qualitäten als einer der besten Sandplatzspieler auf der Tour. In Kitzbühel gewann er dann seinen ersten Karrieretitel, im Finale glückte ihm die Revanche gegen Muster. Costa fügte dem Österreicher 1995 bei 12 Finalteilnahmen auf Sand die einzige Niederlage bei. Das Jahr beendete Costa auf Position 24 der Weltrangliste.
1996 errang Costa insgesamt drei Turniersiege, was ihm nur in der Saison 1999 noch einmal gelingen sollte. In der ersten Saisonhälfte blieb er ohne Titelgewinn und er scheiterte bei den French Open bereits in der zweiten Runde. Bei den Super-Nine-Turnieren in Monte Carlo und in Rom zog er im Finale resp. Halbfinale jeweils gegen Muster den Kürzeren und verpasste damit den ersten Sieg bei einem großen europäischen Sandplatz-Event. Später im Jahr konnte Costa drei Turniersiege feiern – in Gstaad, in San Marino und in Bournemouth – wodurch er die Saison auf Platz 13 der Weltrangliste beendete. Die Saison 1997 begann er mit einem Vorstoß ins Viertelfinale bei den Australian Open, wo er sich auf Hartplatz erst nach fünf Sätzen dem späteren Turniersieger Pete Sampras geschlagen geben musste. Dieser Erfolg blieb Costas bestes Grand-Slam-Ergebnis außerhalb der French Open. Vor Paris gewann er in Barcelona seinen fünften Karrieretitel und führte sein Land mit vier Einzelsiegen zum Gewinn des World Team Cups. Dadurch schaffte er erstmals den Sprung in die Top Ten der Weltrangliste. In Roland Garros scheiterte Costa aber wieder vergleichsweise früh – in der dritten Runde. Trotz mehrerer Halbfinalauftritte in der zweiten Saisonhälfte und einem weiteren Turniersieg in Marbella rutschte der Spanier auf Position 19 ab.
In der Saison 1998 gelang Costa der erste und einzige Turniersieg seiner Karriere bei einem Super-Nine-Turnier. Im Endspiel von Hamburg bezwang er seinen Landsmann Àlex Corretja. Einen möglichen weiteren Turniersieg verpasste er dagegen in Rom, wo er im Finale nicht antreten konnte. In Roland Garros verlor er diesmal im Achtelfinale. Danach gewann Costa zum zweiten Mal in seiner Karriere in Kitzbühel und beendete die Saison auf Platz 14 der Weltrangliste. 1999 verlor er bei den bedeutenden Sandplatzturnieren jeweils früh, konnte aber mit Turniersiegen in Estoril, Gstaad und Kitzbühel verhindern, dass er in der Weltrangliste weiter als auf Platz 18 abrutschte. Zum vierten Mal in Folge konnte er damit eine Saison unter den besten 20 Spielern beenden.
In der Saison 2000 blieb Costa erstmals seit fünf Jahren ohne Turniersieg, schaffte bei den French Open aber seit ebenfalls fünf Jahren mal wieder den Sprung ins Viertelfinale. Dort verlor er in vier Sätzen gegen den Argentinier Franco Squillari. Die Saison beendete er ohne Finalteilnahme knapp außerhalb der besten 25 Spieler. Im Dezember gewann Costa mit der spanischen Mannschaft im Finale gegen Australien den Davis Cup, wobei er seine einzige Partie verlor. Ein weiteres Erfolgserlebnis der Saison war der Gewinn der Bronzemedaille im Doppel bei den Olympischen Spielen von Sydney an der Seite von Corretja. Die Saison 2001 verlief ähnlich wie die Vorsaison. Costa erreichte zwar in Kitzbühel ein viertes Mal das Finale, verlor aber gegen Nicolás Lapentti. Zwischenzeitlich rutschte er bis auf Platz 65 ab, auch weil er in Roland Garros diesmal bereits sein Auftaktmatch verlor. Die Achtelfinalteilnahme bei den US Open half dann, die Saison doch noch unter den Top 40 zu beenden.
2002 zählte Costa nicht mehr zu den Favoriten auf die großen Sandplatztitel, zu oft war er in den vergangenen Jahren bereits in frühen Turnierphasen der French Open ausgeschieden. Dennoch erzielte er auf Sand gute Resultate und erreichte in Monte Carlo und Rom das Viertelfinale, in Barcelona sogar das Finale, das er gegen Gastón Gaudio verlor. Auch bei den French Open spielte sich Costa mit nur einem Satzverlust ins Viertelfinale vor. Nachdem er in der Runde zuvor Titelverteidiger Gustavo Kuerten in drei Sätzen bezwungen hatte, schlug er im Viertelfinale Guillermo Cañas in einem hart umkämpften Fünfsatzmatch, bevor er im Halbfinale Alex Corretja besiegte. Im Endspiel gewann Costa gegen Juan Carlos Ferrero die ersten beiden Sätze mit 6:1 und 6:0 und auch der Verlust des dritten Satzes konnte den einzigen Grand-Slam-Titel in seiner Karriere nicht mehr verhindern. Der Gewinn der French Open 2002 sollte zudem sein letzter Titel sein und mit diesem Sieg schaffte er den Sprung zurück in die Top Ten der Weltrangliste. Wenige Wochen später war er mit dem Finaleinzug in Amersfoort auf Platz 6 – die beste Position seiner Karriere. Bis zum Jahresende konnte Costa die Position in den Top 10 halten und erstmals am Tennis Masters Cup teilnehmen, wo ihm ein Sieg in der Gruppenphase gelang. Er beendete die Saison auf Platz 9.
2003 sorgte Costa bei den French Open erneut für Aufsehen, als er sich als Titelverteidiger bis ins Halbfinale vorspielte. Auf dem Weg dorthin gewann er insgesamt vier Fünfsatzpartien; gegen Sergio Roitman, Nicolas Lapentti und Tommy Robredo konnte er jeweils einen 0:2-Satzrückstand aufholen. Im Halbfinale unterlag er dann aber seinem Landsmann Ferrero in drei Sätzen. Bei den restlichen Turnieren kam Costa nur in Miami über das Achtelfinale hinaus, verlor dort aber das Halbfinale gegen Andre Agassi. Ein Jahr später konnte er nur noch in Rom (Halbfinalniederlage gegen David Nalbandian) und Stuttgart (Viertelfinalniederlage gegen Nikolai Dawydenko) weiter vorstoßen. In der Weltrangliste rutschte Costa auf Platz 56 ab. Auch 2005 konnte er den Abstieg nicht aufhalten, trotz zweier Halbfinalteilnahmen bei kleineren Turnieren in Doha und Valencia. Im Juli 2005 fiel Costa erstmals seit 1994 wieder aus den Top 100 der Weltrangliste.
Die Saison 2006 beendete der Spanier vorzeitig und erklärte am 21. April 2006 sein Karriereende, nachdem er beim Turnier in Barcelona im Achtelfinale ausgeschieden war. Seinen Rücktritt begründete der mittlerweile 30-Jährige mit Verletzungen sowie fehlender Motivation.
Im Dezember 2008 wurde Albert Costa zum neuen Davis-Cup-Kapitän der spanischen Mannschaft ernannt. 2009 und 2011 gewann Spanien unter seiner Führung die Trophäe. Im Anschluss an den zweiten Titel gab Costa das Amt auf, seine Nachfolge trat Àlex Corretja an.

## Sonstiges
Fünf Tage nach seinem Triumph bei den French Open im Juni 2002 ehelichte Costa seine langjährige Freundin Cristina Ventura, die ihm im April 2001 die Zwillingstöchter Claudia und Alma geboren hatte. Sein bester Freund Àlex Corretja war Trauzeuge.

## Erfolge
| Legende                           |
| Grand Slam (1)                    |
| Tennis Masters Cup                |
| ATP Masters Series (1)            |
| ATP International Series Gold (1) |
| ATP International Series (8)      |
| ATP Challenger Tour (2)           |

| Titel nach Belag |
| Hartplatz (1)    |
| Sand (12)        |
| Rasen (0)        |
| Teppich (0)      |

### Einzel

#### Turniersiege

##### ATP Tour
| Nr. | Datum              | Turnier       | Belag | Finalgegner         | Ergebnis                 |
| --- | ------------------ | ------------- | ----- | ------------------- | ------------------------ |
| 1.  | 6. August 1995     | Kitzbühel (1) | Sand  | Thomas Muster       | 4:6, 6:4, 7:63, 2:6, 6:4 |
| 2.  | 14. Juli 1996      | Gstaad (1)    | Sand  | Félix Mantilla      | 4:6, 7:62, 6:1, 6:0      |
| 3.  | 11. August 1996    | San Marino    | Sand  | Félix Mantilla      | 7:67, 6:3                |
| 4.  | 15. September 1996 | Bournemouth   | Sand  | Marc-Kevin Goellner | 6:74, 6:2, 6:2           |
| 5.  | 20. April 1997     | Barcelona     | Sand  | Albert Portas       | 7:5, 6:4, 6:4            |
| 6.  | 14. September 1997 | Marbella      | Sand  | Alberto Berasategui | 6:3, 6:2                 |
| 7.  | 10. Mai 1998       | Hamburg       | Sand  | Àlex Corretja       | 6:2, 6:0, 1:0 aufgg.     |
| 8.  | 1. August 1998     | Kitzbühel (2) | Sand  | Andrea Gaudenzi     | 6:2, 1:6, 6:2, 3:6, 6:1  |
| 9.  | 11. April 1999     | Estoril       | Sand  | Todd Martin         | 7:64, 2:6, 6:3           |
| 10. | 11. Juli 1999      | Gstaad (2)    | Sand  | Nicolás Lapentti    | 7:64, 6:3, 6:4           |
| 11. | 2. August 1999     | Kitzbühel (3) | Sand  | Fernando Vicente    | 7:5, 6:2, 6:75, 7:64     |
| 12. | 11. Juni 2002      | French Open   | Sand  | Juan Carlos Ferrero | 6:1, 6:0, 4:6, 6:3       |

##### Challenger Tour
| Nr. | Datum           | Turnier       | Belag | Finalgegner    | Ergebnis      |
| --- | --------------- | ------------- | ----- | -------------- | ------------- |
| 1.  | 30. Januar 1994 | Mar del Plata | Sand  | Gastón Etlis   | 6:3, 3:6, 6:0 |
| 2.  | 5. Juni 1994    | Turin         | Sand  | Óscar Martínez | 6:4, 6:4      |

#### Finalteilnahmen
| Nr. | Datum              | Turnier     | Belag     | Finalgegner        | Ergebnis                |
| --- | ------------------ | ----------- | --------- | ------------------ | ----------------------- |
| 1.  | 26. März 1995      | Casablanca  | Sand      | Gilbert Schaller   | 4:6, 2:6                |
| 2.  | 9. April 1995      | Estoril     | Sand      | Thomas Muster      | 4:6, 2:6                |
| 3.  | 18. Januar 1996    | Dubai       | Hartplatz | Goran Ivanišević   | 4:6, 3:6                |
| 4.  | 28. April 1996     | Monte Carlo | Sand      | Thomas Muster      | 3:6, 7:5, 6:4, 3:6, 2:6 |
| 5.  | 17. Mai 1998       | Rom         | Sand      | Marcelo Ríos       | kampflos                |
| 6.  | 20. September 1998 | Bournemouth | Sand      | Félix Mantilla     | 3:6, 5:7                |
| 7.  | 30. Juli 2001      | Kitzbühel   | Sand      | Nicolás Lapentti   | 6:1, 4:6, 5:7, 5:7      |
| 8.  | 28. April 2002     | Barcelona   | Sand      | Gastón Gaudio      | 4:6, 0:6, 2:6           |
| 9.  | 21. Juli 2002      | Amersfoort  | Sand      | Juan Ignacio Chela | 1:6, 6:74               |

### Doppel

#### Turniersiege
| Nr. | Datum          | Turnier | Belag     | Partner      | Finalgegner                  | Ergebnis      |
| --- | -------------- | ------- | --------- | ------------ | ---------------------------- | ------------- |
| 1.  | 9. Januar 2005 | Doha    | Hartplatz | Rafael Nadal | Andrei Pavel Michail Juschny | 6:3, 4:6, 6:3 |